# Ernst Kuzorra
Ernst Kuzorra, född 16 oktober 1905, död 1 januari 1990, var en tysk fotbollsspelare som på 12 landskamper för Tyskland gjorde 7 mål.
Ernst Kuzorra var en av Schalke 04:s nyckelspelare under storhetstiden på 1930-talet.

## Klubbar
- FC Schalke 04

## Fotnoter
1. 1 2  Discogs, Discogs artist-ID: 1762742, läst: 9 oktober 2017.[källa från Wikidata]